# Världsmästerskapen i beachvolleyboll 2019
Världsmästerskapen i beachvolleyboll 2019 arrangerades mellan den 28 juni och 7 juli 2022 i Hamburg , Tyskland. Det var den 12:e upplagan av världsmästerskapen i beachvolleyboll.

## Medaljörer
| Gren                                | Guld                                              | Silver                                | Brons                                               |
| Damernas turnering mer information  | Kanada Sarah Pavan Melissa Humana-Paredes         | USA Alix Klineman April Ross          | Australien Taliqua Clancy Mariafe Artacho del Solar |
| Herrarnas turnering mer information | Ryssland Oleg Stoyanovskiy Viacheslav Krasilnikov | Tyskland Julius Thole Clemens Wickler | Norge Anders Mol Christian Sørum                    |